# Decalogo (film)
Decalogo (Dekalog) è una serie di 10 mediometraggi prodotti dal 1988 al 1989 e diretti da Krzysztof Kieślowski. Ogni episodio, che dura circa 55 minuti, è indipendente dagli altri, e racconta una storia di vita quotidiana ispirata in modo più o meno esplicito a uno dei dieci comandamenti biblici. La sceneggiatura è curata dallo stesso Kieślowski insieme a Krzysztof Piesiewicz. L'opera ha vinto il primo premio al Festival di San Sebastián, il Premio FIPRESCI alla 46ª Mostra del Cinema di Venezia, il Premio Flaiano per la sceneggiatura e il Nastro d'argento.

La prima apparizione del "testimone silenzioso" in Decalogo 1

Ogni episodio del Decalogo ha un cast differente, ma in tutti, con l'eccezione dell'ultimo episodio, è presente la figura del "testimone silenzioso", un personaggio che non parla mai ma che assiste impassibile allo svolgimento delle vicende. È interessante notare come la sua assenza nel Decalogo 10 faccia da contraltare ai primi attimi della serie: il primo episodio si apre proprio con una sequenza prolungata (in più piani) del "testimone silenzioso", che si riscalda vicino ad un fuoco nei pressi del lago in cui si svolgeranno le vicende. In relazione alle tematiche affrontate ai comandamenti biblici, la figura del "testimone silenzioso" ha una valenza simbolica plurima, dove potrebbe rappresentare un'entità superiore o una figura che sintetizzi un approccio panteistico legato però all'ineluttabilità delle vicende umane.
Di due episodi esiste una versione lunga: Breve film sull'uccidere (1988) ridotto in Decalogo 5 e Non desiderare la donna d'altri (1988) ridotto in Decalogo 6 (nonostante il titolo italiano faccia riferimento al nono comandamento).
Il cofanetto DVD edito da San Paolo audiovisivi contenente l'intera opera, esce in Italia il 12 dicembre 2002 e, come contenuto extra, contiene le schede critiche di ogni episodio scritte da Pino Farinotti.

## Elenco degli episodi
- Decalogo 1 (Dekalog, jeden) - Io sono il Signore tuo Dio. Non avrai altro Dio all'infuori di me
- Decalogo 2 (Dekalog, dwa) - Non nominare il nome di Dio invano
- Decalogo 3 (Dekalog, trzy) - Ricordati di santificare le feste
- Decalogo 4 (Dekalog, cztery) - Onora il padre e la madre
- Decalogo 5 (Dekalog, pięć) - Non uccidere. Poi trasformato in lungometraggio con il titolo Breve film sull'uccidere (Krótki film o zabijaniu)
- Decalogo 6 (Dekalog, sześć) - Non commettere atti impuri. Poi trasformato in lungometraggio con il titolo Non desiderare la donna d'altri o Non commettere atti impuri (Krótki film o miłości)
- Decalogo 7 (Dekalog, siedem) - Non rubare
- Decalogo 8 (Dekalog, osiem) - Non dire falsa testimonianza
- Decalogo 9 (Dekalog, dziewięć) - Non desiderare la donna d'altri
- Decalogo 10 (Dekalog, dziesięć) - Non desiderare la roba d'altri

## Riconoscimenti
- Primo premio al Festival di San Sebastián
- Premio FIPRESCI alla Mostra del Cinema di Venezia
- Premio Flaiano per la sceneggiatura
- Nastro d'argento